# Felix Becker
Felix Becker (n. 9 august 1964, Darmstadt, RFG) este un fost scrimer german specializat pe sabie, campion mondial la individual în 1994, dublu vicecampion mondial pe echipe în 1989 și 1995, campion european la individual în 1993.

## Carieră
În copilărie vrea să practice fotbalul, dar tatăl său a ales scrima pentru el. Începând de la vârsta de opt ani s-a format la Darmstädter Fecht-Club 1890 sub îndrumarea lui Achim Zschau și Herbert Weicker. În 1979 s-a alăturat lui Fechtinternat, liceul cu program sportiv al Federației Germane de Scrimă, unde a fost pregătit de Ignace Corteyn. În anul 1983 a devenit campion național a Germaniei la juniori, s-a clasat pe locul 4 la Campionatul Mondial de Scrimă pentru juniori și a câștigat clasamentul general al Cupei Mondiale la juniori.
În anul 1984 a început să se antreneze cu bulgarul Boris Stavrev, noul antrenor lotului național de seniori. La Jocurile Olimpice din 1988 de la Seul a ajuns în sferturile de finală, unde a fost învins de campionul olimpic en-titre Jean-François Lamour. La Campionatul Mondial din 1989 de la Denver a obținut medalia de bronz, prima medalie mondială câștigată de un sabrer german de la cel de-al Doilea Război Mondial.
În anul 1993 a fost laureat cu aur la Campionatul European de la Linz, trecând în finală de ungurul Csaba Köves. A ajuns în semifinală la Campionatul Mondial din 1994 de la Essen. Fiind condus 0-7, apoi 3-12 de rusul Stanislav Pozdniakov, a revenit cu scorul de 14-14, apoi a dat tușa decisivă. Astfel a devenit primul german campion mondial la sabie.

## Legături externe
- en Felix Becker la Olympedia.org